# Heller Korallen-Milchling
Der Helle Korallen-Milchling (Lactarius ruginosus) ist eine Pilzart aus der Familie der Täublingsverwandten (Russulaceae). Es ist ein mittelgroßer Milchling mit blass rosa Fleisch und ziemlich entfernt stehenden Lamellen. Der Hut ist blass graubraun und hat einen kurz gerieften Rand. Der seltene Pilz kann nur schwer von ähnlichen Arten unterschieden werden. Man findet ihn in Laubwäldern, meist auf besseren Böden unter Rot- oder Hainbuchen. Die Fruchtkörper des ungenießbaren Milchlings erscheinen zwischen Juli und Oktober. Der Milchling wird auch Kerbrandiger Korallen- oder Weitblättriger Korallen-Milchling genannt.

## Merkmale

### Makroskopische Merkmale
Der 4–8 cm breite Hut ist fast flach ausgebreitet und trägt in der Mitte eine unregelmäßige Papille. Der Rand ist leicht eingebogen und kurz und unregelmäßig gerieft oder mehr oder weniger regelmäßig gekerbt. Die Huthaut ist trocken, feinsamtig und unregelmäßig grubig. Der Hut ist dunkel gräulich-braun gefärbt, kann aber auch milchkaffeebraun sein und manchmal eine olivfarbene Tönung haben, zum Rand hin wird die Färbung oft blasser.
Die schmalen, 5–7 mm breiten, auffallend entfernt stehenden Lamellen sind am Stiel angewachsen und laufen manchmal leicht mit einem kurzen Zahn daran herab. Auf einen Zentimeter Hutrand kommen 5–10 Lamellen. Diese sind anfangs fast weißlich, dann blass cremefarben bis lachsocker. Das Sporenpulver ist dunkel ocker-rosa bis ockergelb und meist deutlich dunkler als bei den nah verwandten Arten.
Der 3,5–4,5 cm lange und 1–1,6 cm breite Stiel ist zylindrisch bis keulig. Die Oberfläche ist glatt, trocken und etwa von der gleichen Farbe wie der Hut, wenn auch meist blasser. Stellenweise kann er weißliche Flecken haben, auch die Basis und die Spitze sind weißlich. Das Stielinnere ist ausgestopft bis hohl.
Das weiße Fleisch ist mäßig dick und fest. Es verfärbt sich bei Verletzung oder im Anschnitt nach 4–10 Minuten lachsrosa und am nächsten Tag ocker- bis gelbbräunlich. Der Geruch ist muffig und leicht spermatisch, der Geschmack sehr scharf. Die ziemlich spärlich fließende Milch ist weiß und verfärbt sich im Kontakt zum Fleisch langsam rötlich, bleibt aber ohne Kontakt zum Fleisch weiß. Im Gegensatz zum Fleisch schmeckt die Milch mild und angenehm, beim Betupfen zieht sie gummiartige Fäden.

### Mikroskopische Merkmale
Die runden bis breit elliptischen Sporen sind durchschnittlich 7,5–8,0 µm breit. Der Q-Wert (Quotient aus Sporenlänge und -breite) ist 1–1,25. Das Sporenornament ist bis zu 2 µm hoch und besteht aus Graten, die mehr oder weniger parallel ausgerichtet sind und ein leicht spiraliges Muster aufweisen. Die Grate sind selten verzweigt und niemals netzig. Zwischen den Hauptgraten sind einige kürzere unregelmäßige Grate. Die Grate sind schmaler als 1 µm und im oberen Teil weniger amyloid und wirken deshalb wie gespalten.
Die leicht keuligen, 4-sporigen Basidien sind 50–70 µm lang und 12–16 µm breit. Pleurozystiden fehlen. Die Lamellenschneiden sind steril, auf ihnen sitzen 20–45 µm lange und 5–8 µm breite, durchscheinende und dünnwandige Parazystiden, die spindelförmig bis ziemlich unregelmäßig keulig sind.
Die Huthaut (Pileipellis) ist ein 60–100 µm dickes Trichoepithelium. Die Hyphenenden sind (20) 30–45 µm lang und 3–4 (5) µm, zylindrisch, regelmäßig und oben nicht breiter als unten. Die Subpellis ist ein 10–20 µm breites Pseudoparenchym und besteht aus mehr oder weniger gerundeten Elementen. Manchmal findet man zylindrische Elemente zwischen den Hyphenenden und rundliche Zellen mit braunem, intrazellulärem Pigment in den oberen Schichten.

## Artabgrenzung
Der Milchling ähnelt dem häufigeren Mohrenkopf-Milchling, der aber nur in Nadelwäldern vorkommt. Dieser hat einen fein gekerbten Hutrand, gedrängtere Lamellen und ein langsam rötlich braun verfärbendes Fleisch.
Eine weitere ähnliche Art aus der Verwandtschaftsgruppe ist der Dunkelbraune Buchen-Milchling (Lactarius romagnesii), dessen Hut aber viel dunkler und niemals graubraun gefärbt ist. Sein Hutrand ist im Allgemeinen deutlich unregelmäßig gekerbt und nicht kurz gerieft wie beim Hellen Korallen-Milchling.
Recht ähnlich ist auch der Flügelsporige Milchling (Lactarius pterosporus), der aber einen stärker ockerbraunen und weniger gräulich gefärbten, deutlich runzeligen Hut hat. Im Gegensatz zum blass rosa verfärbenden Fleisch des Hellen Korallen-Milchlings verfärbt sich dessen Fleisch deutlich lachsrosa. Weitere Unterscheidungsmerkmale sind die entfernt stehenden Lamellen und der kurz geriefte und im Unterschied zum Flügelsporigen Milchling niemals weiße Hutrand.
Ein weiterer sehr ähnlicher Pilz ist der Fleckige Milchling (Lactarius subruginosus). Es ist ein kräftiger Pilz, der aufgrund seiner makroskopischen Merkmale „gedrängt stehende Lamellen“ und „gekerbtem Hutrand“ zwischen dem Flügelsporigen und dem Hellen Korallen-Milchling steht. Im Gegensatz zu den beiden anderen Milchlingen riecht er aber deutlich nach Kokosflocken.

## Ökologie
Der Milchling ist ein Mykorrhizapilz der mit verschiedenen Laubbäumen eine Symbiose eingehen kann. Sein häufigster Mykorrhizapartner ist die Rotbuche, gefolgt von der Hainbuche, seltener können auch Eichen und Hasel als Wirt dienen.
Der Milchling mag nährstoffreiche Böden. Die Fruchtkörper erscheinen zwischen Juli bis Oktober im Hügel- und Bergland.

## Verbreitung

Verbreitung des Hellen Korallen-Milchlings in Europa. Grün eingefärbt sind Länder, in denen der Milchling nachgewiesen wurde, weiß sind Länder ohne Nachweis. Grau dargestellt sind Länder ohne Quellen oder Länder außerhalb Europas.

Der Helle Korallen-Milchling ist eine seltene, rein europäische Art. Der Milchling wurde in Frankreich, den Beneluxstaaten und in Mitteleuropa nachgewiesen. In Großbritannien ist er nordwärts bis zu den Hebriden hin verbreitet, auf der Irischen Insel fehlt er. Auch in Nordeuropa ist der Milchling ziemlich selten, in Schweden reicht die Nordgrenze seines Verbreitungsgebietes bis Västergötland (Kinnekulle).
Die Art scheint selten zu sein, ist vermutlich aber wesentlich häufiger und weiter verbreitet, da sie häufig nicht von ähnlichen Arten unterschieden wurde.

## Systematik
Die Art wurde 1957 durch Henri Romagnesi beschrieben. Laut M. Basso ist die Art synonym mit Lactarius fuliginosus var. clitocybeoides A.H.Sm. & Hesler, 1962 und zumindest teilweise mit Lactarius fuliginosus im Sinne von Neuhoff (1956). Das lateinische Artattribut (Epitheton) "ruginosus" bedeutet runzelig und bezieht sich auf die Beschaffenheit der Huthaut.
Infragenerische Systematik
Der Milchling wird von Heilmann-Clausen und Basso in die Sektion Plinthogali gestellt, die ihrerseits in der Untergattung Plinthogalus steht. Die Vertreter der Sektion haben einen feinsamtigen, nicht selten gerunzelten Hut. Das Fleisch und/oder die Milch verfärben sich rosa oder rötlich braun, das Sporenpulver ist ockergelb. Die Hutdeckschicht ist palisadenförmig.

## Bedeutung
Aufgrund seines scharfen Geschmacks ist der Milchling ungenießbar.